# Aksel Møller
 Ikke at forveksle med Axel Møller.
Aksel Møller (1. januar 1906 i Asminderød – 20. marts 1958 på Frederiksberg) var en dansk politiker fra Det Konservative Folkeparti. Han hørte til de vigtigste konservative profiler i det 20. århundrede og spillede en nøglerolle i dansk politik i 1940'erne og 50'erne. 
Han var formand for Konservativ Ungdom 1936-38, medlem af Folketinget fra 1939 til sin død i 1958, borgmester på Frederiksberg 1948-50 og 1954-58, indenrigs- og boligminister i regeringen Erik Eriksen 1950-53, og partileder for De Konservative efter Ole Bjørn Krafts afgang i 1955 til sin død i 1958.

## Baggrund og uddannelse
Aksel Møller var søn af prokurist Hugo Møller og dennes hustru Olga, født Müller. Familien har fostret flere danske konservative politikere. Aksel var således storebror til Poul Møller, svoger til Lis Møller og farbror til Per Stig Møller.
Aksel Møller blev student i 1924 og cand.polit. i 1933. Han startede sit politiske virke i studenterpolitik i den konservative fraktion i Studenterforeningen, som han var leder af 1928-1930.

## Politisk karriere

### Kommunalpolitik på Frederiksberg
Aksel Møller var både engageret i kommunal- og i landspolitik. I 1937 blev han medlem af Frederiksberg Kommunalbestyrelse og var borgmester på Frederiksberg 1948-1950 og igen 1954-1958. Han var en fremtrædende eksponent for den såkaldte Frederiksbergkonservatisme, som kan karakteriseres som historisk og kulturelt bevidst, pragmatisk og præget af et udtalt socialt sindelag.

### Landspolitik
Møller var medlem af Folketinget fra 1939 til sin død i 1958.  
Aksel Møller var politisk enig med den mangeårige konservative partileder John Christmas Møllers sociale og nationale linje og var samtidig en ivrig idepolitisk aktør. Han var blandt andet inspireret af den konservative økonomiprofessor L.V. Bircks kritik af liberalismen og af tankerne i den konservativt orienterede ungdomsforening "Det Unge Danmark". I 1930'erne forfattede Møller flere skrifter, der vendte sig imod såvel socialisme som liberalisme. Bl.a. skrev han bøgerne Politik fra 1933 og Ungkonservatisme fra 1936. Da Christmas Møller i 1936 gennemførte et opgør med Konservativ Ungdoms aktivistiske og højreradikale formand Jack G. Westergaard, var Aksel Møller Christmas' allierede og overtog formandsposten for KU efter Westergaard. Han var formand for ungdomsorganisationen indtil 1938, hvor han sikrede, at den fastholdt et loyalt samarbejde med Det Konservative Folkeparti. 
Under Besættelsen var Aksel Møller tilhænger af samarbejdspolitikken. Hans vigtigste indsats under besættelsen var at medvirke til oprettelsen af Dansk Ungdomssamvirke (der senere skiftede navn til Dansk Ungdoms Fællesråd), en tværpolitisk, prodemokratisk og national ungdomsforening. 
I besættelsens sidste år udgjorde han desuden sammen med andre politikere, blandt andet H.C. Hansen, et fast bindeled mellem de etablerede politikere og modstandsbevægelsen.
Aksel Møllers forhåbninger om, at det efter besættelsen ville være muligt at fastholde og udbygge en socialdemokratisk-konservativ alliance, blev ikke realiseret, da Christmas Møllers efterfølger som partileder Ole Bjørn Kraft i stedet målrettet tilnærmede partiet til dets tidligere arvefjende, Venstre. Det førte til det fælles regeringssamarbejde mellem Venstre og konservative i form af regeringen Erik Eriksen 1950-53. Her blev Møller indenrigs- og boligminister i hele regeringens levetid fra 30. oktober 1950 til 30. september 1953. Hans væsentligste indsats som minister blev et forsøg på at liberalisere lejeloven.
Ole Bjørn Kraft blev efterhånden meget kritiseret internt i Det Konservative Folkeparti for sin meget nationalt højstemte retorik og tvivl om hans politiske evner, og i 1955 blev han væltet af Aksel Møller, som derpå overtog rollen som leder af partiet og formand for dets folketingsgruppe. Møller stod i de følgende år som en markant kritiker af den velfærdsstat, der var under opbygning i efterkrigstiden. Han endte dog – trods store betænkeligheder – med at acceptere vedtagelsen af folkepensionen i 1956, som kom til at fremstå som gennembruddet for den universelle velfærdsstatsmodel. Accepten skyldtes ikke mindst, at han ikke ønskede et brud med Venstre, der støttede indførelsen af folkepensionen.
Møller påtog sig mange arbejdsbyrder, selvom hans helbred blev stadig svagere, og han døde pludselig i 1958.

## Eftermæle
En vej og et område på Frederiksberg hedder nu Aksel Møllers Have.
Der er oprettet en metrostation tæt på Godthåbsvej opkaldt efter vejen. 
Han er begravet på Frederiksberg ældre kirkegård.